# Milo Manara
Milo Manara, sobrenom de Maurilio Manara (nascut el 12 de setembre del 1945) és un dibuixant de còmic italià (escriptor i artista), principalment conegut per la càrrega eròtica dels seus treballs.

## Biografia
Manara va néixer a Lüsen, Província de Bolzano.
Després d'estudiar arquitectura i pintura, va començar a treballar en el món del còmic el 1969 per a Genius, un còmic book entre eròtic i de sèrie negra. Va treballar per publicacions minoritàries (Jolanda, comic book de caràcter soft-core, i a la revista satírica Telerompo) fins que va ser demanat per Il Corriere dei Ragazzi per treballar juntament amb l'escriptor Mino Milani. La seva primera història com a escriptor va ser HP i Giuseppe Bergman de 1983. "HP" són les inicials del seu amic, l'escriptor de còmics Hugo Pratt. Bergman havia estat creat per Manara cinc anys abans, per a la revista de comics francesa A Suivre.
Els seus còmics introdueixen generalment noies excepcionalment belles i elegants, atrapades en estranys i fantàstics escenaris eròtics. Alguns dels seus llibres més famosos són Il Gioco (1983, traduït per El Click) (en quatre parts), sobre un petit aparell que provoca una irrefrenable excitació en una dona, i Il Profumo dell'invisibile (1986, traduït com el perfum de l'invisible), sobre la invenció d'una pintura corporal que fa que qui la utilitza resulti invisible. Alguns dels seus llibres (còmics) més aclamats són Estiu indi i El Gaucho en col·laboració amb Hugo Pratt. El rei Mono, distribuïda en una sèrie a la revista Heavy Metal a principi dels 80, reexplicà la història del Rei Mono - amb humor, erotisme i incorrecció política.
L'estil de Manara es basa en la línia clara en el dibuix de les dones, reservant els traços més complexos per monstres o elements sobrenaturals. Com el seu compatriota Tinto Brass, té una fixació evident per les dones voluptuoses. Molts dels seus còmics tenen com a contingut el sadomasoquisme, voyeurisme, el sobrenatural, i la tensió sexual en diversos aspectes de la societat italiana. Els seus treballs varien en explicitat, però la intenció principal és més de diversió que no pas misògina. La capacitat de Manara per a crear una atmosfera, el seu obvi talent, i les seves excursions ocasionals a històries més convencionals, han ajudat a donar-li un aire de respectabilitat artística.
El seu treball va aconseguir una gran audiència americana gràcies a aparèixer a la revista Heavy Metal. Curiosament, Manara és menys popular a Itàlia que a França, on és considerat un dels millors dibuixants de còmic del món.
El juliol de 2006, Manara va dissenyar un casc per Valentino Rossi fet especialment pel Gran Premi de Mugello. Segons Rossi: "Ha dibuixat una mena d'història mítica de la meva vida en dibuixos, amb alguns dels meus herois com Steve McQueen, Enzo Ferrari, Jim Morrison, i altres personatges com el meu gos Guido, el pollastre Osvaldo i un munt de dones boniques! M'encanta Milo... és una persona que he admirat durant molt de temps".